# Владетели на Прованс

## Меровингскихерцози и патриции
- Гондулф (fl. c. 491)
- Либерий (534), Остготи appointee
- Бодегизел (fl. c. 566)
- Адоварий (561 – 569)
- Луп (569 – 570)
- Йовин (570 – 573)
- Албин (573 – 575)
- Динамий (от 575)
- Леудегизел (fl. c. 585), на Бургундска Прованс
- Никетас (from 587)
- Бабо (fl. c. 600)
- Егила (fl. c. 602)
- Бадо (634 – 641)
- Вилибад (641 – 643), на Бургундска Прованс
- Хектор (fl. c. 679)
- Немфидий (fl. c. 700)
- Антенор (fl. c. 697)
- Метран (fl. c. 700)
- Мавронт (c. 720 – 739)
- Або (fl. c. 739)

## Каролингскихерцози и маркграфове
- Лайбулф (c. 829)
- Гуерин (c. 829 – 845)
- Фулкрад (845 – c. 860)

## Каролингски крале
- Карл (855 – 863), син на Лотар I
- Лудвиг II (863 – 875), също император на Свещената Римска империя от 855
- Карл II Плешиви (875 – 877), също император на Свещената Римска империя от 875
- Лудвиг II „Заекващия“ (877 – 879)
- Бозон (879 – 887) (Дом Прованс)
- Лудвиг III Слепи (887 – 928), също император на Свещената Римска империя от 901 до 905
- Хуго (911 – 933)

## Графове

### Първа династия
- 961–1008 Ротбалд II (маркграф от 993) (Дом Прованс)
- 968–993 Вилхелм I (маркграф от 975)
- 994–1018 Вилхелм II
- 1008–1014 Ротбалд III (също маркграф)
- 1014–1037 Вилхелм III (също маркграф)
- 1037–1062 Емма Прованска (също маркграф)
- 1018–1030 Вилхелм IV
- 1018–1051 Фулк Бертранд I
- 1032–1062 Готфрид I
- 1051–1094 Вилхелм Бертранд
- 1063–1067 Готфрид II
- 1063–1093 Бертранд II
- 1093–1112 Герберга Прованска
- 1112–1127 Дулция I, наследничка на Прованс, ∞ 1112 г. за Раймунд Беренгар III, който получава Прованс (Дом Барцелона)
- Герберга Прованска умира 1112 г. и Стефани Прованска има искания за Прованс, което води до война 1144-1162.

### Дом Барцелона
- 1112–1131 Раймунд Беренгар I
- 1131–1144 Беренгар Раймунд I, син на предния
- 1144–1166 Раймунд Беренгар II, син на предния
- 1144–1157 Раймунд Беренгар IV, като регент (Раймунд Беренгар III)
- 1166–1167 Дулция II Прованска, дъщеря на предния
- 1167–1173 Алфонсо II Арагонски, син на Раймунд Беренгар IV от Барцелона
- 1173–1181 Раймунд Беренгар III (IV), син на Раймунд Беренгар IV от Барцелона
- 1181–1185 Санчо, син на Раймунд Беренгар IV от Барцелона
- 1185–1209 Алфонсо II, син на Алфонсо I
- 1209–1245 Раймон Беренгер IV (V), син на предния
- 1245–1267 Беатрис Прованска, дъщеря на предния, брак с Карл I Анжуйски (Анжуйска династия)

### КапетингскаАнгевин династия
- 1246-1285 Карл I Анжуйски, граф на Анжу, Ман, Прованс и Forcalquier (1246), крал на Неапол, Сицилия (1266) и Йерусалим (1277).
- 1285-1309 Карл II Анжуйски Куция, крал на Неапол, и (номинал) Йерусалим и Сицилия, син на Карл I
- 1309-1343 Роберт Мъдри, херцог на Калабрия (1296–1309), крал на Неапол и (номинал) Йерусалим и Сицилия (1309), син на Карл II
- 1343-1382 Джована I също като Жана д'Анжу, кралица на Неапол и (номинал) Йерусалим и Сицилия (1343–1381)

### Валоа Анжуйска династия
- 1382-1384 Луи I, граф и херцог на Анжу (1351), херцог на Калабрия и граф на Ман (1356), херцог на Турен (1370), номинал крал на Сицилия (1382)
- 1384-1417 Луи II, херцог на Анжу, Калабрия и Турен, граф на Ман, номинал крал на Сицилия (1384), граф на Гиз (1404), син на Луи I
- 1417-1434 Луи III, херцог на Анжу и Турен, номинал крал на Сицилия (1417), херцог на Калабрия (1424), син на Луи II
- 1434-1480 Рене I от Неапол Добрия, граф на Гиз (1417–1422), херцог на Лотарингия и Бар (1431), крал на Неапол и (номинал) Сицилия и Йерусалим (1434–1442), херцог на Анжу и Турен (1434), крал на Арагон и граф на Барцелона (1466–1472), син на Луи II
- 1480-1481 Карл III (V от Ман), също като Карл от Ман, граф на Ман и Гиз (1472), племенник на Рене I

## Маркграфове

### Дом Тулуза
- 1062–1094 Вилхелм IV
- 1094–1105 Раймоуд IV
- 1105–1112 Бертранд
- 1119–1125 Алфонсо Йордан

- 1125–1148 Алфонсо Йордан
- 1148–1194 Раймоуд V
- 1194–1222 Раймоуд VI
- 1222–1249 Раймоуд VII
- 1249–1271 Жана

## Губернатори — велики сенешали

### Губернатори
- 1481–1483 	Palamède de Forbin
- 1491–1493 	François de Luxembourg

### Велики сенешали
- 1480–1481 	Pierre de La Jaille
- 1482–1483 	Raymond de Glandevès-Faucon
- 1483 	Palamède de Forbin
- 1485–1493	Aymar de Poitiers, граф на Valentinois

### Губернатори — велики сенешали
- 1493–1503 	Philippe, маркграф Хохберг
- 1504–1513 	Louis d'Orléans, comte de Longueville
- 1514 	Jean de Poitiers, seigneur de Saint-Vallier
- 1515–1525 	René de Savoie, граф на Tende
- 1525–1566 	Claude de Savoie, граф на Tende
- 1566–1572 	Honoré de Savoie, граф на Tende

### Велики сенешали
- 1572–1582 	Jean de Pontevès, граф на Carcès
- 1582–1610 	Gaspard de Pontevès, граф наCarcès
- 1610–1655 	Jean de Pontevès, граф на Carcès
- 1655–1662 	François de Simiane-Gordes

### Губернатори
- 1572–1573 	Gaspard de Saulx-Tavannes
- 1573–1578 	Albert de Gondi, граф на Retz
- 1578–1579 	François de La Baume, граф на Suze
- 1579–1586 	Henri, bâtard de Valois, граф на Angoulême
- 1586–1594 	Jean-Louis de Nogaret, duc d'Épernon
- 1592–1594 	Gaspard de Pontevès, граф на Carcès
- 1594–1631 	Charles de Lorraine, duc de Guise
- 1631–1637 	Nicolas de L'Hôpital, маркиз de Vitry
- 1637–1653 	Louis-Emmanuel de Valois, comtes d'Alais
- 1653–1669 	Louis de Bourbon-Vendôme, duc de Mercœur
- 1669–1712 	Louis-Joseph de Bourbon, duc de Vendôme
- 1712–1734 	Claude-Louis-Hector, duc de Villars
- 1734–1770 	Honoré-Armand, duc de Villars
- 1770–1782 	Camille-Louis de Lorraine
- 1782–1790 	Charles-Just de Beauvau

През 1790 г. Френската революция премахва губернаторите.